# Pirganj (Thakurgaon)
Pirganj è un sottodistretto (upazila) del Bangladesh situato nel distretto di Thakurgaon, divisione di Rangpur. Si estende su una superficie di 353,3 km² e conta una popolazione di 243.535  abitanti (censimento 2011).